# Musik in Rumänien

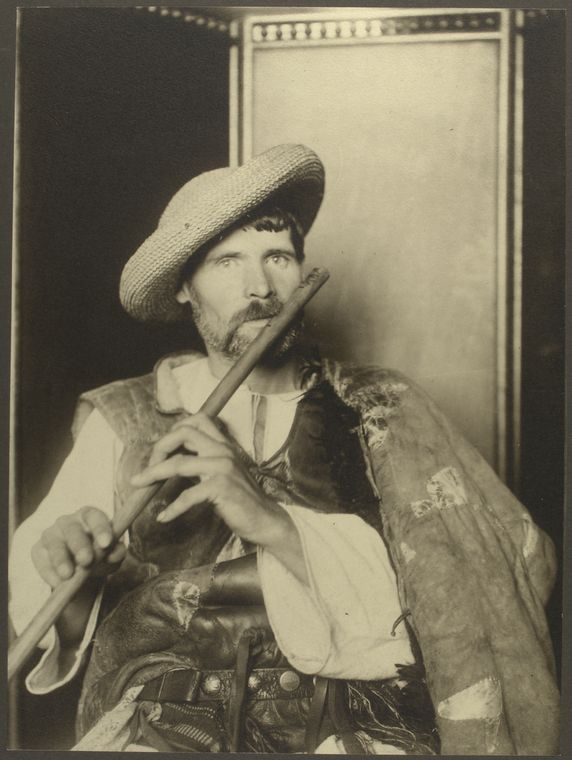
Flötenspieler, ca. 1906–1914, Foto von Augustus Frederick Sherman

Die  Musik in Rumänien umfasst zahlreiche regionale Volksmusikstile auf dem Land, mündlich überlieferte Musik orientalischer Herkunft und Musik der Lăutari in den Städten, eine nationale Kunstmusik, eine Tradition des orthodoxen Kirchengesangs und internationale Popularmusikstile.
Während des ersten Jahrzehnts des 21. Jahrhunderts waren einige Europop-Gruppen und Musiker wie Tom Boxer, Morandi, Accent, Andra, Edward Maya, Alexandra Stan und Inna im Ausland erfolgreich. Die traditionelle rumänische Volksmusik bleibt populär und einige Volksmusiker sind zu nationalem und sogar internationalem Ruhm gekommen, wie Maria Tănase und Gheorghe Zamfir.

## Geschichte
Volksmusik ist die älteste Form der rumänischen Musik, die sich durch große Variation auszeichnet. Die Erhaltung der rumänischen Volksmusik wurde vor allem zu kommunistischer Zeit instrumentalisiert und später durch Generationen von Fans unterstützt. Zahlreiche Interpreten haben dazu beigetragen haben, Melodien zu verbreiten und weiterzuentwickeln. Zu den bekanntesten rumänischen Unterhaltungsmusikern gehört Gheorghe Zamfir, der die rumänische Panflöte nai international bekannt machte.
Die Sakralmusik, die unter dem Einfluss byzantinischer Musik entstand, wurde im Laufe der Jahrhunderte an die Intonation der lokalen Volksmusik angepasst und erlebte eine Blütezeit zwischen dem 15. und 17. Jahrhundert, als sich Musikschulen in den Klöstern Rumäniens entwickelten. Russische und westliche Einflüsse führten im 18. Jahrhundert zur Einführung der Polyphonie, die im 19. und 20. Jahrhundert von einer Reihe rumänischer Komponisten weiterentwickelt wurde.

## Volksmusik

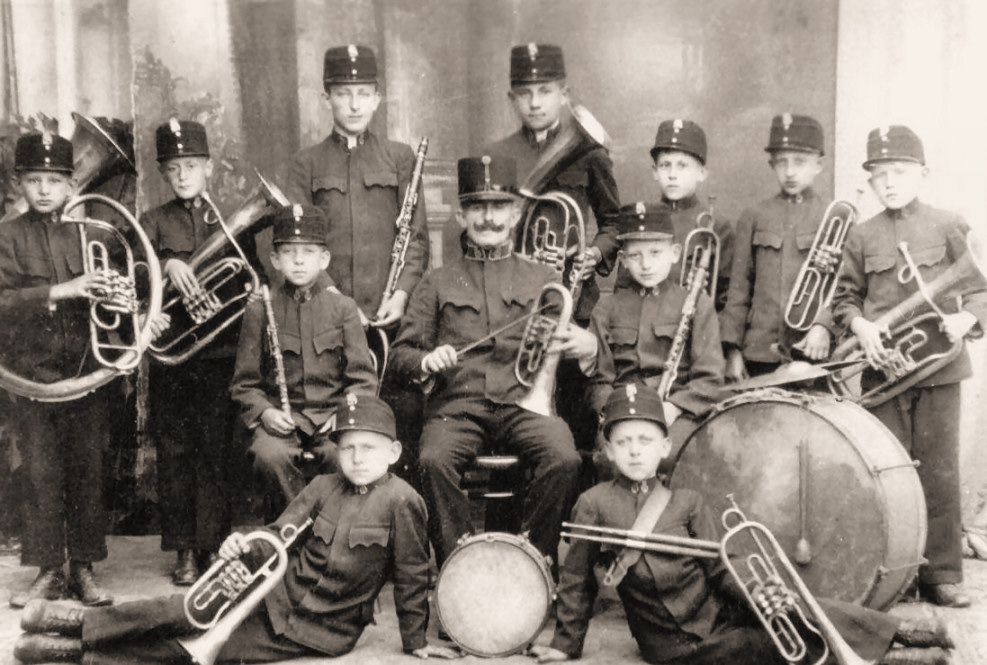
Blaskapelle aus Uihei, 1922

Traditionelle rumänische Musik spiegelt eine Fusion von mitteleuropäischen, südosteuropäischen (Balkanregion) und orientalischen Klängen. In der rumänischen Volksmusik liegt der Schwerpunkt eher auf der Melodie als auf der Perkussion, wobei häufig die Geige für die Melodie und oft nur das Zymbal für die Perkussion verwendet wird. Melodien und vor allem die melodischen Ausschmückungen erinnern an Musik aus dem Süden des Balkans und der Türkei.
Zu den Volksmusikinstrumenten gehören neben Geige, Kontrabass, Zymbal und der Kurzhalslaute cobză das Akkordeon und mehrere Flöten fluier, darunter die Obertonflöte tilincă und Gefäßflöten.

### Doina
Die am weitesten verbreitete Form rumänischer Folklore ist die Doina. Die Doina ist poetisch und oft melancholisch, manchmal aus diesem Grund mit dem Blues verglichen. Doinas werden oft mit einer langsamen, freien Rhythmusmelodie gegen ein schnelles Begleitmuster in einem festen Tempo gespielt, was ein allgemeines Gefühl von rhythmischer Spannung vermittelt. Die Melodien werden manchmal in verschiedenen Liedern wiederholt und folgen normalerweise einem absteigenden Muster. Doinas gibt es in instrumenteller und in Vokalform, die von Melismen geprägt ist.
Regionale Stile der Doina:
- Ca pe luncă – entlang der südlichen Donau
- Codru – codru bedeutet „Wald“
- Hora lungă – „langer Tanz“, aus der Region Maramureș, Siebenbürgen
- Klezmer – ursprünglich gespielt von jüdischen Musikern aus Bessarabien und der Republik Moldau
- Oltului – entlang des Flusses Olt

Andere Doina-Stile:
- Ca din tulnic – einzigartiger Stil, bei dem die Melodie die lange Rindentrompete tulnic, auch trâmbiţă (namensverwandt mit der ukrainischen trembita), imitierft.
- Ciobanul – „Hirte“
- De dragoste – populäre Form, normalerweise über Liebe
- De jale – sanfte, traurige Doina; jale bedeutet „Trauer“.
- De leagăn – Wiegenlied
- De pahar – Trinklied; pahar bedeutet „Trinkglas“.
- Foaie verde – klassische Form; wörtlich „grünes Blatt“

## Klassische Musik

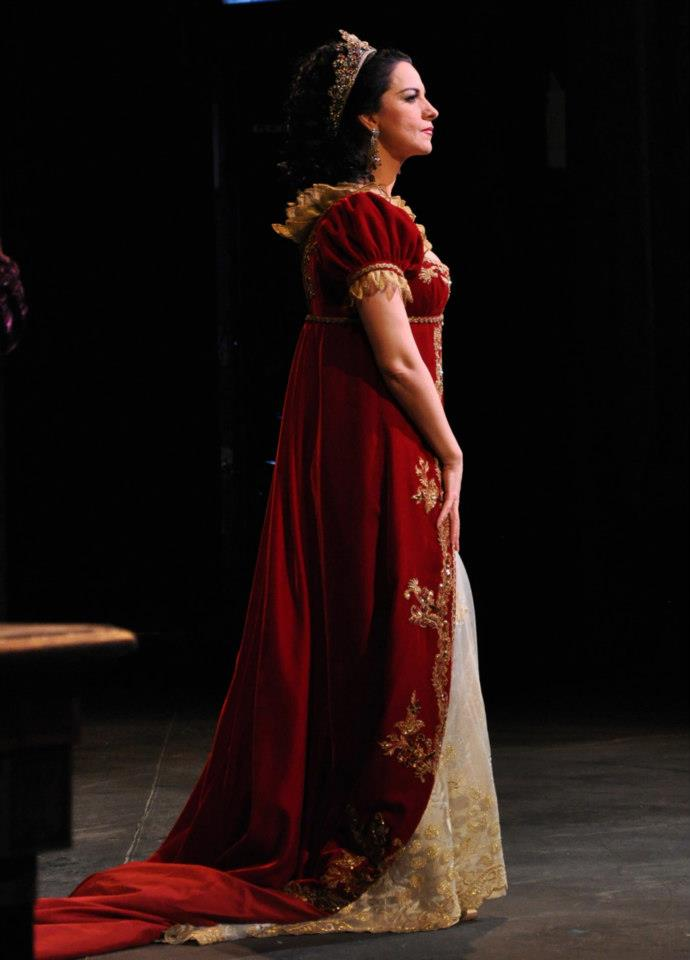
Angela Gheorghiu ist eine der bekanntesten rumänischen Sopranistinnen

Bemerkenswerte rumänische Komponisten des 19. und 20. Jahrhunderts sind Ciprian Porumbescu, Anton Pann, Eduard Caudella, Mihail Jora, Dinu Lipatti und insbesondere George Enescu. Ebenfalls berühmt sind der Komponist und Dirigent Sergiu Celibidache und Vladimir Cosma. Der australische Komponist Julian Cochran schrieb die „Rumänischen Tänze“ mit einer Sammlung von Klavierwerken und sechs Orchesterwerken, die die Affinität klassischer Komponisten zur rumänischen Volksmusiktradition außerhalb Rumäniens veranschaulichen. Aus der zweiten Hälfte des 20. Jahrhunderts wurde dei rumänische Klassik durch Komponisten der Spektralmusik wie Ștefan Niculescu, Horațiu Rădulescu, Iancu Dumitrescu, Octavian Nemescu, Ana-Maria Avram repräsentiert.

## Moderne Genres

### Jazz
Jazz wurde bereits in der Zwischenkriegszeit nach Rumänien gebracht, dank Musikern wie Sergiu Malagamba. Allerdings wurde Jazz nach dem Zweiten Weltkrieg mit der Ankunft des kommunistischen Regimes verboten. Dieses Verbot wurde 1964 aufgehoben. Gefördert, aber nicht beschränkt auf Musiker wie Cornel Chiriac und andere wie Eugen Cicero, die bei der Etablierung des Genres in Rumänien halfen. Obwohl in Rumänien bisher zurückhaltend populär, hat Jazz nach 1989 immer noch Kultstatus mit einer Reihe von Festivals wie dem Gărâna International Jazz Festival. Zu zeitgenössischen Jazzsängern gehören Johnny Răducanu und Anca Parghel. In den letzten Jahren sind einige Bands entstanden, die Elemente von Nu-Jazz, Trip Hop und elektronischer Musik verwenden, wie z. B. Aievea, Jazzadezz, Norzeatic & Khidja.

### Rock
Schon in den ersten Jahren des kommunistischen Regimes gab es in Rumänien eine aktive Rockszene. Wegen ihrer freien Haltung, die mit der westlichen Kultur und der kapitalistischen Gesellschaft in Verbindung gebracht wurde, zensierte das kommunistische Regime die Rockmusiker so weit wie möglich. Von Anfang an hatten sie eine gesellschaftliche „Paria“-Position. Symbole der Bewegung wie lange Haare, Jeans und Bühnenpräsenz galten als dekadent. Die Bands firmierten unter dem Namen „instrumental-vokales Musikensemble“, um den als subversiv geltenden Begriff „Rock“ zu vermeiden. Trotzdem leistete die Rockszene vor der Revolution von 1989 in einer Art „Untergrund“ konsequenten Widerstand. Einflussreiche Rockmusikbands waren u. a. Iris, Transsylvania Phoenix, Celelalte Cuvinte, Compact, Holograf, Cargo, Vine, Robin And The Backstabbers, Coma, Alternosphere, Vama, Bitter Moon, The Kryptonit-Funken und Grimus. Wichtige Künstler der Rockszene waren u. a. Cornel Chiriac und Dan Bittman.

### Muzică uşoară românească
Der Begriff Muzică uşoară românească kann als „rumänische leichte Musik“ übersetzt werden und meint im Allgemeinen einen Zweig der Popmusik, der sich im Rumänien der Nachkriegszeit entwickelte. Hierbei handelt es sich um eine Form von leicht tanzbaren Liedern, bestehend aus Arrangements, die von Orchestern Popbands gespielt werden und sich an sowjetischen und westlichen Vorbildern orientieren. Dabei kam es zur Beeinflussung durch die Musica leggera italiana (aus Italien) und die Canción Melódica (aus Spanien). Die Muzică uşoară românească wurde im Ausland durch das internationale Golden Stag Festival bekannt, das seit 1968 in Brașov stattfand. Bekannte Sänger der 1970er und 1980er Jahre sind Aurelian Andreescu, Elena Cârstea, Corina Chiriac, Mirabela Dauer, Stela Enache, Luigi Ionescu, Horia Moculescu, Margareta Pâslaru, Angela Similea, Dan Spătaru und Aura Urziceanu.

### Manele
Anton Pann hatte einst die ersten Transkriptionen eines neuen Stils gesammelt, der im 19. Jahrhundert in den Vororten von Bukarest präsent war. Der neue Stil wurde immer populärer und wurde von Straßenmusikern interpretiert, die in den Vororten namens Mahala spielten. Dieser Musikstil kombinierte die Elemente der osmanischen, byzantinische und Musik der Roma zu einem neuen Stil, der heute Manele heißt. Nach der rumänischen Revolution Ende 1989 boomte dieses Genre. Die Künstler stammen aus der Roma-Minderheit des Landes.  Vorherrschende Themen ihrer Songs sind Geld, persönliche Feinde, Liebe oder eigene Macht/Eigenschaften. Einige zeitgenössische Bands, die den Stil förderten, sind u. a. Dan Ciotoi, Florin Salam, Nicolae Gută, Mahala Rai Banda, Vali Vijeli.

### Etno
Etno-Musik ist ein beliebter rumänischer Stil, der den typischen ethnischen Klang der traditionellen rumänischen Volksmusik beibehält. Dabei kombiniert sie neben den typischen traditionellen Instrumenten häufig Synthesizer. In den frühen 1990er Jahren entstand dieser Musikstil als Wiederbelebung der traditionellen rumänischen Volksmusik und erfreute sich bis heute einer konstanten Beliebtheit. Er hat das größte Publikum durch die Fans der rumänischen Volksmusik und wird zusammen mit der rumänischen Volksmusik durch den rumänischen Fernsehsender Etno TV bekanntgemacht.

### Zeitgenössischer Folk
Folk-Musik, inspiriert von amerikanischer Volksmusik, kam in Rumänien in den frühen 1960er Jahren zusammen mit den ersten Veröffentlichungen der Band Phoenix auf. Gefördert durch die kommunistische Bewegung Cenaclul Flacăra wurde Folk ein kulturelles Phänomen in den 1970er Jahren und der ersten Hälfte der 1980er Jahre. Protagonist dieser Bewegung war der Dichter Adrian Păunescu. Viele rumänische Volkskünstler gewannen durch die Cenaclul-Flacăra-Bewegung Bestätigung und wurden populär, wie beispielsweise Mircea Vintilă, Vasile Șeicaru, Florian Pittiș, Valeriu Sterian, Nicu Alifantis, Alexandru Zărnescu, Victor Socaciu und Vasile Mardare.